# Parsów
Parsów [ˈparsuf] (tiếng Đức: Wartenberg)  là một ngôi làng ở quận hành chính của Gmina Bielice, trong Pyrzyce County, Zachodniopomorskie, ở tây bắc Ba Lan. Nó nằm khoảng 3 kilômét (2 mi) phía tây bắc Bielice, 15 km (9 mi) phía tây bắc Pyrzyce và 24 km (15 mi) phía nam thủ đô khu vực Szczecin.
Trước năm 1945, khu vực này là một phần của Đức. Đối với lịch sử của khu vực, xem Lịch sử của Pomerania.